# Аписелья, Мануэль
Мануэль Аписелья (фр. Manuel Apicella; род. 19 апреля 1970, Лонжюмо) — французский шахматист, гроссмейстер (1995).
В составе сборной Франции участник 3-х Олимпиад (1994—1996, 2000) и 2-х командных первенств Европы (1989—1992).

## Изменения рейтинга
| Графики недоступны из-за технических проблем. См. информацию на Фабрикаторе и на mediawiki.org. |